# 室女A星系
室女A星系，又稱梅西耶87，簡稱M87，一名NGC 4486，是室女座的巨型橢圓星系，也是銀河系附近質量最大的星系之一。此星系擁有幾項受矚目的特性，第一，其球狀星團數量特別多──M87星系裡共含12,000個球狀星團，參考之下，環繞銀河系的球狀星團數量為150-200個。其二，該星系由核心發出一道向外延伸約1,500秒差距（4900光年）的高能電漿噴流，運動速度達相對論速度，與光速已相當接近。M87是天空中最明亮的電波源之一，也是專業及業餘天文學者所熱衷於觀測和研究的目標。
法國天文學家查爾斯·梅西耶於1781年發現M87。熱愛彗星觀測的梅西耶當時是為了協助同好避免在觀測時常誤將彗星與其他天體混淆，所以編製一份星雲列表，M87名列表上編號第87個。M87是室女星系團北方次明亮的星系，距離地球1,640萬秒差距（5,350萬光年）。和盤狀的螺旋星系不同的是，M87並沒有明顯塵埃帶 ，外觀呈橢圓形，幾乎沒有任何特殊形狀，亮度分布和典型的橢圓星系一樣，由星系中心向外遞減，越外亮度越暗。M87的恆星佔其質量大約六分之一，呈球狀對稱分佈，恆星分布密度，由星系核心向外呈遞減，越靠外圍的恆星密度越低。位在星系中心是其超大質量黑洞，也是活躍星系核的主成分，該天體在各波段都發出強烈輻射，尤其電波波段。M87的星系外殼（galactic envelope）延展寬達150kpc（49萬光年）遠，然後中斷，中斷原因可能是和另一星系發生碰撞。恆星之間有瀰散星際介質氣體，豐富的化學元素是由演化後期恆星（evolved star）貢獻。
1997年在德國泰根塞曾以「電波星系M87」為主題舉辦過一次學術專門討論會；20年後，為了慶祝「宇宙噴流發現百週年」，2016年天文學家再度匯集於臺灣臺北，擴大討論黑洞、噴流、宇宙學相關領域最新研究進展。

## 觀測歷史
1781年，法國天文學家梅西耶出版了一份天體目錄，其中羅列103個看起來像星雲的天體。這份天體目錄的目的是給對尋找彗星有興趣的人參考用，列出最可能與彗星混淆之天體。後來使用時，目錄中每個項目編號前都加上了梅西耶的姓氏開頭字母“M”－－例如，M87是這份梅西耶星體列表的第87號。在1880年代，此編號為M87的星雲獲列入星雲和星團新總表成為編號NGC4486號天體。該版新總表由愛爾蘭天文學家約翰·德雷爾彙編，主要內容採用英國天文學家約翰·赫歇爾之觀測資料。
1918年，美國利克天文臺天文學家希伯·柯蒂斯觀測發現，M87沒有旋臂結構，並且他注意到「一束奇怪的直射線......一道由物質組成的細線明顯與核相連」。光束的明亮端出現在內側。次年，M87裡的超新星爆發達到21.5照相星等，但該次超新星事件並沒有公開報告，這個超新星爆發直到1922年俄國天文學家因洛肯齊·A·克倫諾夫斯基（Innokentii A. Balanowski）檢查當時該片照相乾板時才獲發現。  

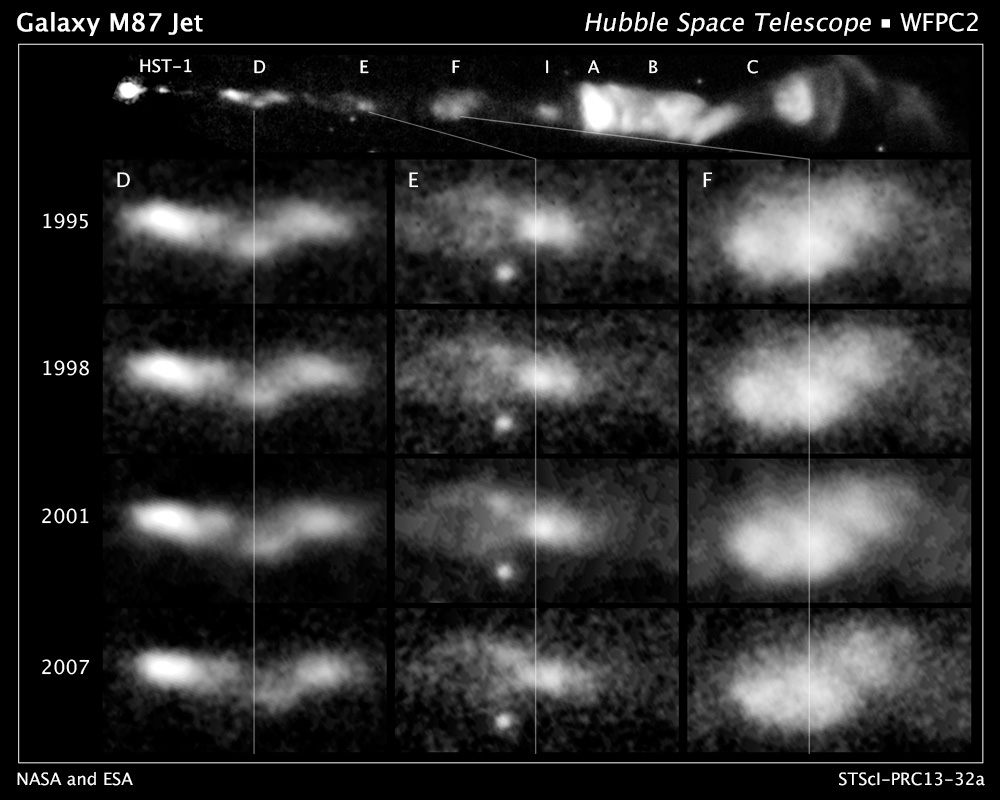
哈勃望遠鏡觀測到的M87噴流現象。

按美國天文學家埃德溫·哈伯的分類，M87屬於明亮的球狀星雲類，因為它完全沒有旋臂狀結構，但似乎與非銀河系星雲的螺旋星雲同屬一類。1926年，哈伯製作一個新的星雲分類，M87被歸類為沒有明顯伸長（E0型）的橢圓河外星雲。到1931年，哈伯確定M87為室女座星系團的成員之一，因此，他給M87暫定了一個估算距離，與地球距離是180萬秒差距。當時M87是橢圓星雲中已知可以角解析到個別恆星的唯一例子。 隨後許多年，M87仍繼續獲稱為河外星雲，但到1956年，它已被確定歸類為E0型星系。
1947年，發現一個明顯的電波源位置確定和M87位置重疊，這電波源稱為處女座A（Virgo-A）。 1953年證實處女座A電波源就是M87，電波源發出的輻射可能是從星系核心發出的線性相對論噴流造成。噴流由星系核心260°方位角位置向外延展了20”角距離，角幅為2”。在1969年至70年間發現電波輻射中有相當強的成分分量和可見光波段的噴流發射源位置極為靠近。
1965年4月，美國海軍研究實驗室發射了一枚空蜂150觀測火箭，火箭上配備了一對蓋革計數器。在這次太空任務中，結果發現了7個可能的X射線源，包括X射線觀測史上的第一個河外X射線源；這在室女座偵測到的第一個X射線源，即命名為處女座（Virgo X-1）。後來，又於1967年7月7日從白沙飛彈靶場發射的空蜂150觀測火箭，取得進一步證據顯示，室女座X-1也是電波星系M87。隨後的HEAO1和愛因斯坦衛星所執行的X射線觀測則呈現出一個複雜的射線源，其中包括M87的活躍星系核。 不過，中心的X射線輻射卻不明顯。

## 可見度

M87在室女座的位置。

M87位於室女座的赤緯較高處、近傍邊界，緊貼在后髮座旁。若把東次將和五帝座一畫一條線相連，M87就在這條線大約一半的位置上。
視星等達9.59的M87星系，用6公分（2.4英寸）口徑的望遠鏡就很容易能觀測得到，它橫跨的角區域相當於7.2角分×6.8角分，明亮中心核，有45角秒。沒有攝影儀器輔助下，要觀測噴流可能相當不易。在1991年以前，有一位俄裔美國天文學家奧托·斯特魯維，是已知唯一一位曾以肉眼見過噴流的人，當時他所用的是口徑2.5米（100英寸）的虎克式望遠鏡。 然而，近年來，在極佳條件下，以較大型的業餘天文望遠鏡也能觀測到噴流。
法國天文學家熱拉爾·佛科留斯將哈伯序列的星系分類修改，新版中，M87歸類為E0p星系，E0指定用來顯示非扁平，亦即呈球狀的橢圓星系，其後加上一個後綴'P'字母，代表它有點特別，無法直接適切套入任何一種分類；在M87案例中，其特殊性現象是因為星系核發射出噴流。 星系形態學則視M87為cD型星系，是超巨大的D型星系。cD型星系，首先於1958年由美國天文學家威廉摩根提出，具有橢圓型的核，核外由一寬廣、無塵埃，瀰漫的包層包圍。
M87的距離已經透過幾種獨立的技術估算，包括光度法（行星狀星雲的光度做測量）、比較法（與鄰近距離已知的星系做比較，已知距離是透過造父變星這種標準燭光確定的）、球狀星團的線性分佈法[a]，紅巨星分支法（使用個別已獲解析的紅巨星的距離），這些測量所得到的值彼此一致，加權平均後得到的平均距離估計值是16.4±0.5 百萬秒差距（5,350萬光年±163萬光年）。
M87星系是鄰近宇宙質量最大的星系之一。此星系幅寬12萬光年，和銀河系相等，但M87是球體，不是扁平的螺旋狀。因此，按有些計算法估計，其質量應接近2.7兆太陽質量。 在M87核心9-40百萬秒差距（29-130百萬光年）半徑範圍內，其質量與半徑比例約為r1.7（r為半徑，即與核的距離）。

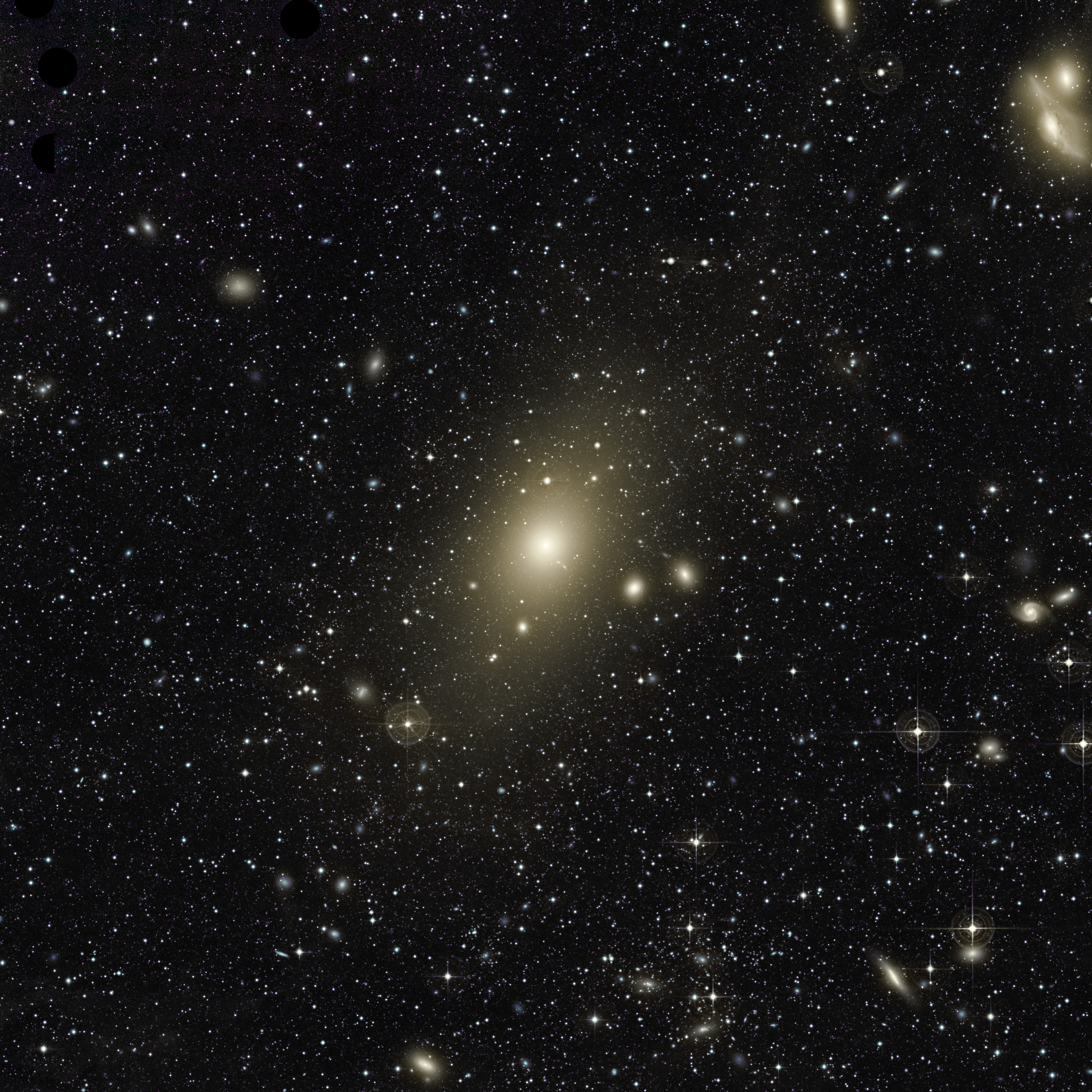
圍繞M87的巨大光環

在距離核心32千秒差距（相當於10萬光年）半徑範圍內，質量估計為（2.4 ± 0.6）× 1012太陽質量，是銀河系質量兩倍。
其中僅小部分質量來自恆星，因為M87星系的質量光度比值按估計約為6.3 ± 0.8，此值代表意思是星系質量只有1/6來自於「有輻射出能量的恆星」之形式，推算而得的M87星系總質量可能為銀河系200倍。
| 質量 ×1012 M☉（單位：太陽質量） | 半徑 （單位：千秒差距，kpc） |
| ------------------------------- | ---------------------------- |
| 2.4                             | 32                           |
| 3.0                             | 44                           |
| 5.7                             | 47                           |
| 6.0                             | 50                           |

氣體落入M87星系之速率約每年2~3個太陽質量，這大部分可吸積至星系核心區域。星系的恆星外殼（stellar envelope）向外延展距離大約為150秒差距（49萬光年），相較之下，銀河系恆星外殼大約是100秒差距（330光年）
。超過這個距離以外之星系外緣，因某些原因，呈現截斷；或可能是早期與另一星系碰撞。星系西北部有恆星流的特徵，可能是由環繞在周圍的星系因潮汐剝離產生，或因小型衛星星系朝M87下落而造成。在星系東北外部看到的絲狀熱電離氣體可能是遭M87破壞的一個具有豐富氣體含量的小星系，其物質將成為活躍星系核的饋源。
使用甚大望遠鏡對針對將近300個行星狀星雲之運動所做研究結果顯示，過去十億年間，M87曾吃下一個中型星系。
行星狀星雲因具有獨特光譜特性，讓天文學家可善用，並發現M87銀暈裡之「倒V字型」結構特徵，乃是被扯損星系的相空間混合不完整造成。

## 組成

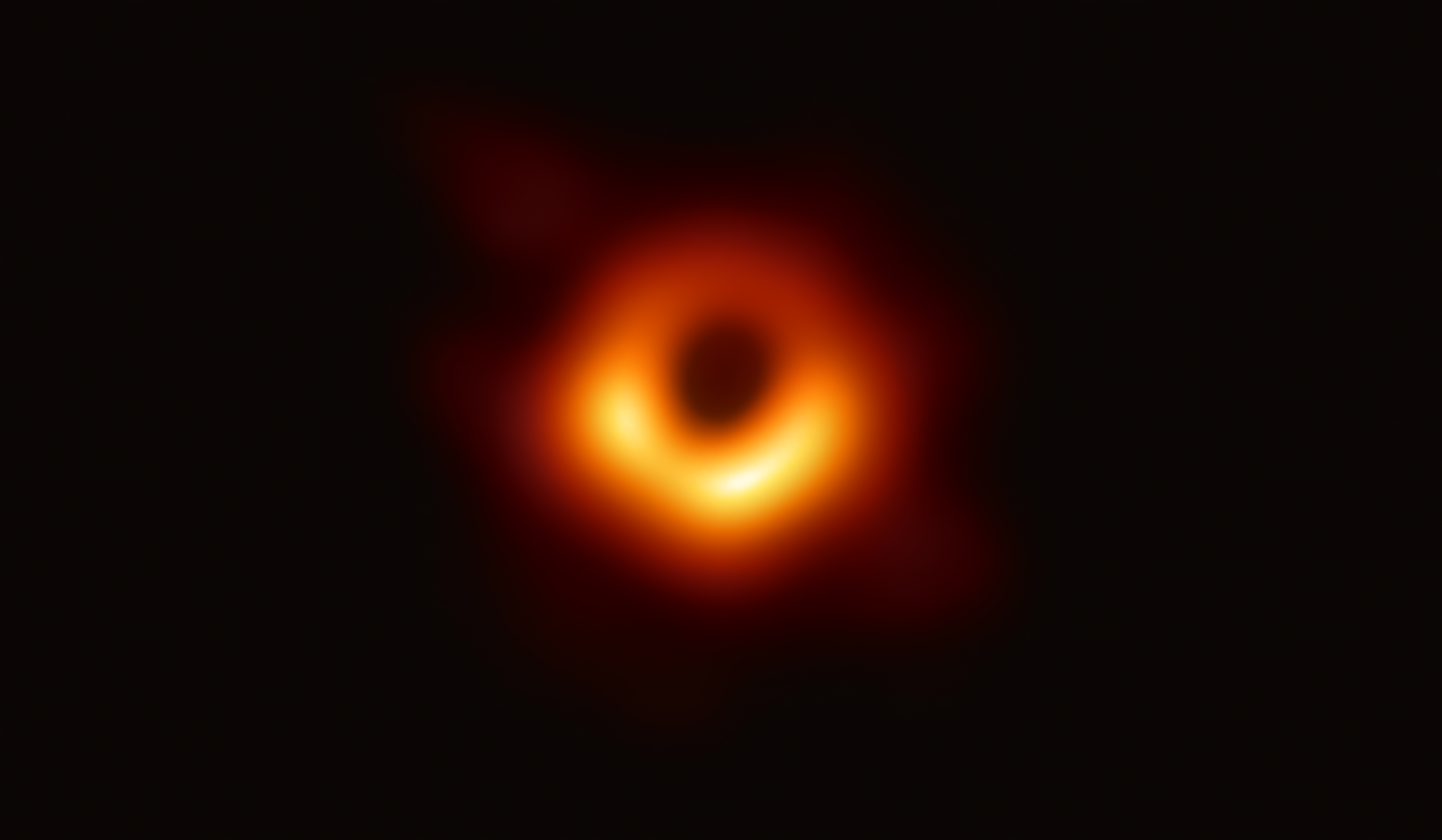
M87星系中央的黑洞，這是人類史上第一個捕捉到的黑洞影像。

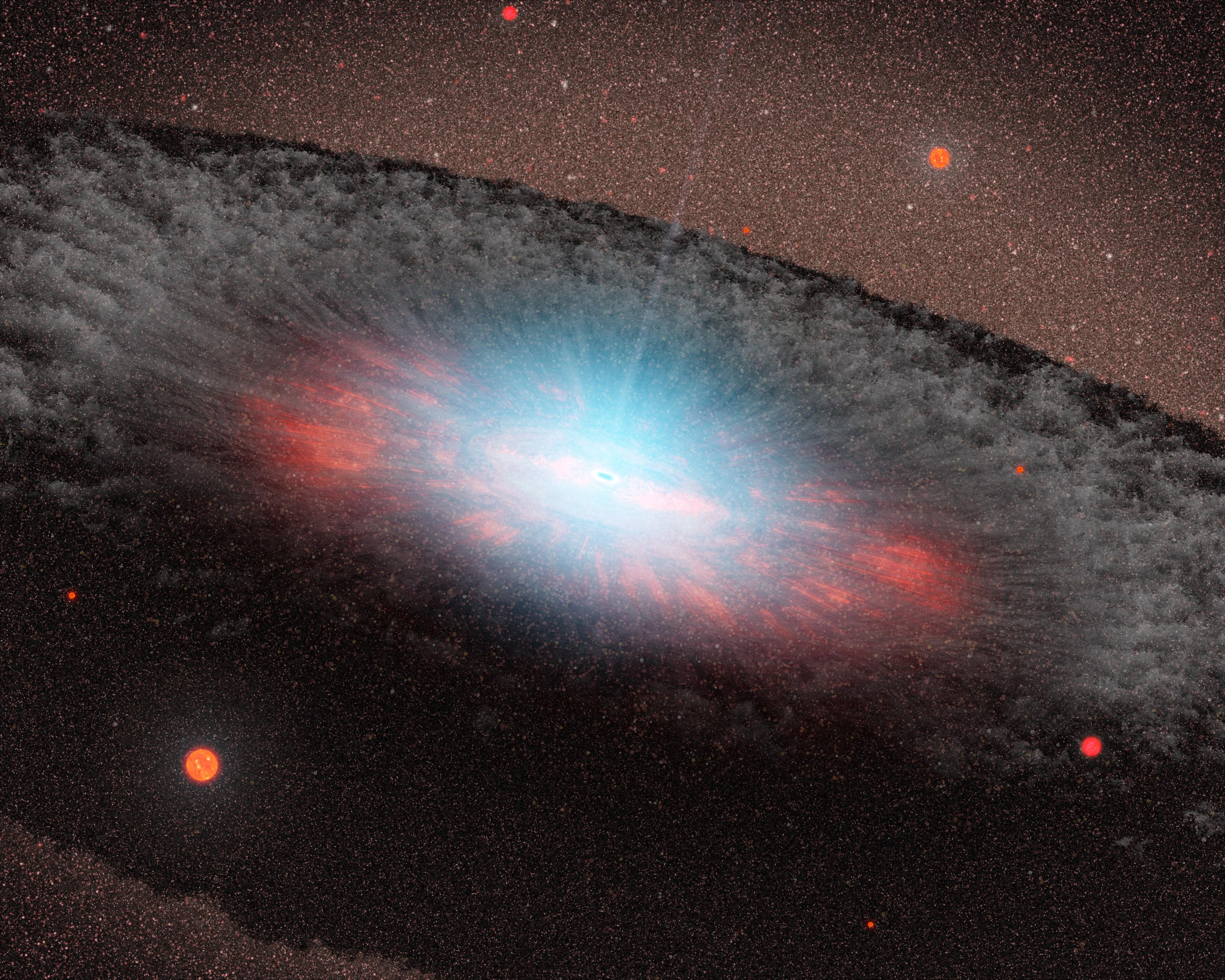
插圖示意超大質量黑洞及其周遭吸積盤。

此星系的核心是超大質量黑洞（SMBH），其質量按不同估計法，從（3.5±0.8）×109太陽質量，到（6.6±0.4）×109太陽質量，各家論述不同。在同類天體中，已知它是其中質量最大之一。有一電離氣體旋轉盤環繞黑洞，和相對論性噴流近乎垂直。旋轉盤的運動速度達每秒1000公里，
盤面寬0.12秒差距（0.39光年）。估計黑洞吸積氣體的速率約等於每10年吞下一個太陽質量（也可換算而等於每天吃下91個地球質量）。
觀測表示，M87黑洞可能與星系中心有大約25秒差距（82光年）的位移。位移是在單側噴流的反方向，這可能表示黑洞受噴流作用而自中心向外加速運動。另一種會發生位移的可能來自兩個超大質量黑洞合併。這些發現必須謹慎以對。因其研究尚不包括恆星和活躍星系核組成間的光譜差異。因此，有可能，星系中心和黑洞看起來的相對位置存有因對噴流本身光學閃焰誤解的因素。 2011年對M87所做分析，並未發現有任何統計上達顯著標準的位移。
像M87星系這樣，歸類為活躍型橢圓星系的星系，一般認為其成因是一或多個較小星系之間的合併。這類星系到現階段所剩餘之塵埃量少，不足形成瀰漫星雲並製造新恆星，其恆星族群的組成成員以較年老的第二星族恆星為主，主要是氫和氦，其他元素較少。外觀上的橢圓形狀由其恆星成員之隨機軌道運動維持，相形之下，在像銀河系這樣的螺旋星系中所發現的軌道運動是比較規律而非隨機。
在M87星系裡的恆星際空間充斥著瀰漫星際介質氣體，是恆星演化至主序星晚期、壽命結束時所噴發富含化學元素的氣體。其碳和氮元素由演化到漸近巨星分支之中等質量恆星源源供應，氧和鐵等較重元素主要是由星系中的超新星爆炸產生，約佔60％的重元素是由超新星核心塌縮產生，其餘來自Ia型超新星爆發。因此，由這些元素的大致分佈可知，一方面，M87早期的化學豐度是由超新星核心塌縮供應的，但論豐度則遠低於銀河系，另一方面，無論M87星系的早或近期，其星際介質持續是由 Ia型超新星爆發供應。

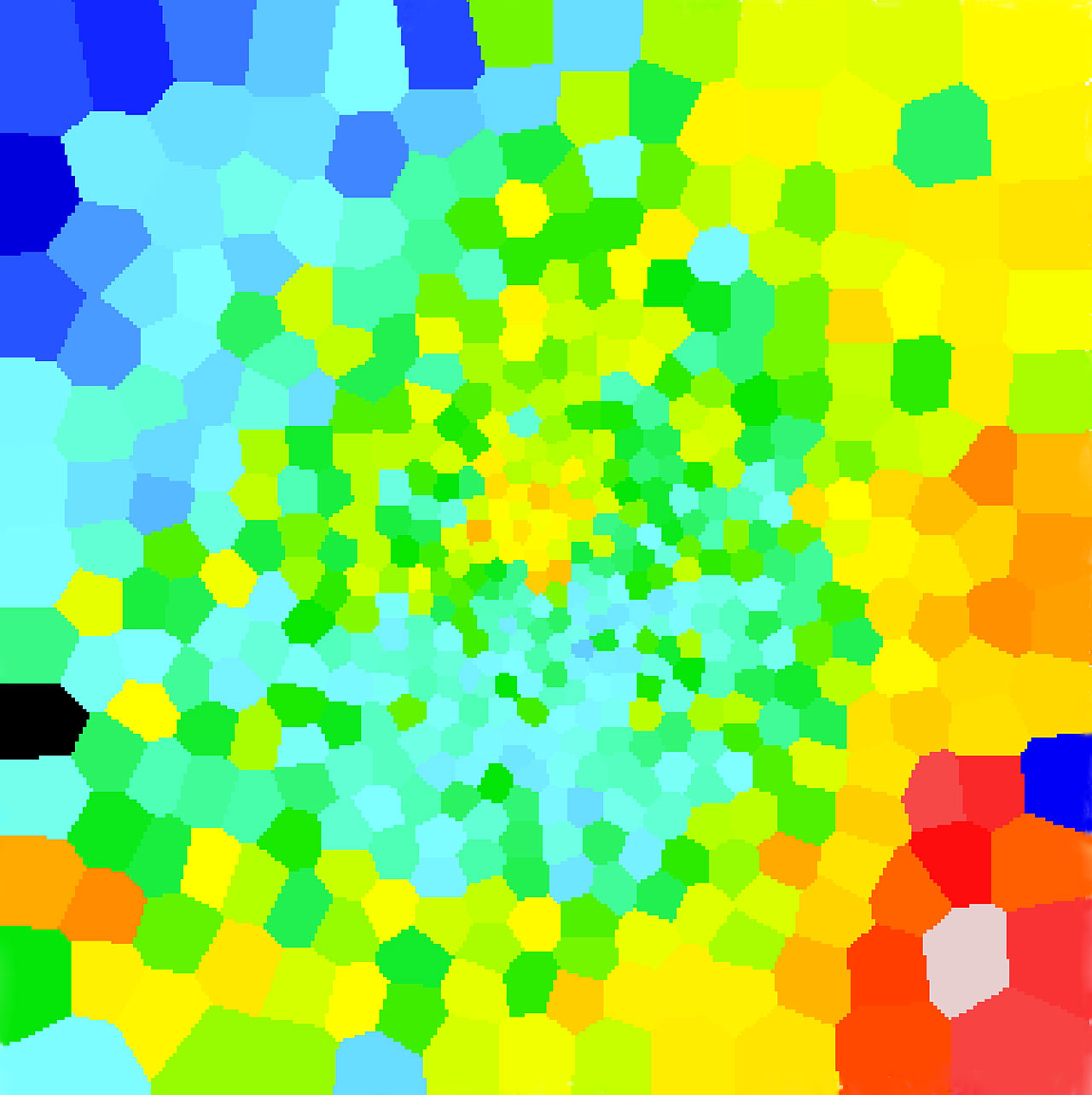
以顏色來代表巨橢圓星系M87中恆星的運動情形。

由遠紅外線波段觀測顯示M87星系在波長25微米以上波段，有過量輻射。一般而言這類輻射代表的是暖灰塵發出的熱輻射。然而，在M87，這輻射似乎完全可以用噴流同步輻射來解釋。在該星系中，因為星系核發出X射線輻射，估計矽顆粒並無法存活超過4千600萬年。這類塵埃在惡劣環境下可能會被破壞，或從星系中被逐出境外。星系中塵埃總質量不超過70,000倍太陽質量，相較之下，銀河系所含塵埃量大約是一億倍（10^8）太陽質量。
在距核心4000秒差距（1萬3000光年）以內區域，金屬豐度約為太陽一半左右（天文學家將除了氫和氦以外的元素皆稱為金屬元素），超過這個範圍以外，金屬豐度與相對於星系核心之距離穩定呈反比，越遠豐度越低。
雖然M87是歸類為橢圓星系，因此，並沒有螺旋星系的塵埃帶，但M87觀測中曾出現optical 絲狀，絲狀物質估計質量約1萬倍太陽質量。星系外圍環繞著向外延伸、高熱、低密度，氣體，像日冕狀。
M87裡有異常大量的球狀星團。據2006年量測，距離星系核心25角分之區域內，估計有12,000±  800個球狀星團以規律軌道環繞M87星系
，銀河系的球狀星團則只有150-200個，差異極大。這些星團的大小分佈和銀河系相似，多數有效半徑為1〜6秒差距之間。M87裡的星團大小隨著距離核心越遠而漸增。2014年首度觀測發現到的超高速球狀星團HVGC-1，就正在從M87星系逃逸出走。這項發現表示，在M87核心的是兩個超大黑洞，而不是一個。這兩個超大質量黑洞是源自於很久以前的兩個星系之碰撞，結果二星系合併成單一巨大星系。
M87裡的組成還包括超緻密矮星系，它與球狀星團類似，但直徑在10秒差距（33光年）以上，這比球狀星團最大不超過3秒差距（10光年）之上限大得多。目前還不清楚超緻密矮星系的性質，是否為M87所捕獲的矮星系，或是另一類新的巨大球狀星團。M87有數以千計的球狀星團，其中近百個是超緻密矮星系。

### 球狀星團
據2006年量測，距離核心25′處，估計有12,000± 800個球狀星團環繞著M87
。與銀河系有150-200個環繞的球狀星團相比，M87有著異常大量的球狀星團成員（可能是已知有最多星團環繞的星系）。以球狀星團數量分布推論估計在M87核心32,000秒差距範圍內的質量約是2.6 ± 0.3 ×1012M☉

## 噴流
相對論性噴流，自M87核心向外延伸至少達1,500秒差距（5,000光年），組成物是一個超大質量黑洞所噴發出來的物質。此噴流呈現高度準直性，在0.8秒差距（2.6光年）看來不超過60°，在 2秒差距（6.5光年）的距離時則不超過16°，在 12秒差距（39光年）距離時不超過6-7°度角。噴流的基底處直徑大約5.5±0.4史瓦西半徑。噴流能量可能來自一個以順向盤旋於一個自旋黑洞的盤。
關於有沒有證據顯示它的反向噴流，這部分特徵因為從地球角度看，受相對論性聚束效應影響，證據是看不到的。因為噴流旋進，導致其外流形成螺旋狀，大約1.6秒差距（5.2光年）。從噴流朝外呈葉瓣型延展的兩片物質分布範圍，達77,000秒差距（25萬光年）之遠。 德裔美籍天文學家沃爾特巴德發現噴流輻射的光是平面偏振，表明這是由在相對論速度下的加速電子於磁場中移動所產生的能量。這些電子的總能量輸出估計為5.1×1056爾格
（或5.1×1049焦耳或3.2×1068電子伏特）。與之相較，整個銀河系產出能量估計約為每秒5×1036焦耳。
1999年哈伯太空望遠鏡拍攝之照片，測得M87噴流運動速度達光速4~6倍。據推測，這是因噴流的相對論速度引起的錯覺，並不是真正的超光速運動。另一方面，偵測到這樣的運動也支持了一種理論所說，其實類星體、蝎虎座BL型天體和電波星系等現象，（即所謂活躍星系核），三者可能全是同一種東西，只不過在不同角度下看到不同的特徵。有學者曾提出假設，M87實際上或許可能是一個蝎虎座BL天體（其特徵是宿主星系的亮度高，星系核亮度低，對比明顯），只要由反方向角度觀測它便會得到蝎虎座BL天體的屬性。
錢德拉X射線天文台的觀測顯示M87輻射出熱X-射線的氣體圈和環，這些圈和環是滲入星系團和環繞著 M87的氣體因壓力波而引起的。壓力波則是由超大質量黑洞噴流拋出物質的速率變化造成的。 圈的分佈指出大約每600萬年可能會發生一次小噴發，有一個環繞著黑洞，直徑85,000光年的衝擊波 環是由一次主要的噴發所造成。其他被觀察到的明顯特徵還有長達10萬光年，散發出X-射線的 狹窄細絲，和在7000萬年前爆發的熱氣體中的一個巨大空洞。規律的爆發使大量氣體無法冷卻並形成 恆星，這暗示M87的演化因而受到嚴重影響，使它不能成為巨大的螺旋星系。觀測也暗示著那裏有聲波：較小的爆發所發出的聲音比中央C低56個八度音，大型爆發則產生比中央C低58-59個八度音的聲音 
M87也是強烈的伽瑪射線源，伽瑪射線是電磁波頻譜中能量最高的，能量是可見光的百萬倍。1990年後期就曾觀測到M87發出伽瑪射線，到2006年使用HESS契倫可夫望遠鏡觀測已測量到來自M87的伽瑪射線呈現如潮汐般起伏變化，週期約每幾天就發生一次。因週期短，伽瑪射線源為何的矛頭因而指向了M87星系中心超大質量黑洞之鄰近區域。
一般來說，輻射源直徑越小亮度變化越快。反之亦然。
噴流上有一名為HST-1的物質結，哈伯太空望遠鏡和錢德拉X射線天文台一直持續在追蹤關注，這個結距離星系核心約65秒差距（210光年），2006年時，這個HST-1結的X射線強度，曾在4年間暴增50倍，隨後呈變異式衰減。

## 核心黑洞
一如多數的星系，室女A星系的核心是一個超大質量黑洞，此黑洞又稱M87*。室女A星系中心的超大質量黑洞，有66億太陽的質量，其黑洞事件視界的角直徑為8μas，或為「海王星軌道的4倍」。
2019年4月10日，一張由望遠鏡於2017年拍攝的室女A星系的核心黑洞的照片發布，迄今這張照片是史上第一張。這張照片顯示了黑洞的陰影，這個黑洞陰影的周遭為不對稱且直徑約為3.36×10−3秒差距（0.0110光年）的環狀結構所圍繞；而這個黑洞的陰影大小，為其史瓦西半徑的2.6倍左右；而觀測到的黑洞結構，符合廣義相對論的預測。

### 黑洞質量估計
在1918年，利克天文台的天文學家希伯·柯蒂斯首度發現來自室女A星系的物質噴流，被描述為「古怪的直線光束」。這道由黑洞造成的噴流自M87核心向外延伸至少5,000光年，事實上，精確而言，噴流的來源位置是圍繞著室女A星系核心快速旋轉的氣體盤（即其吸積盤）。在1994年時，天文學家認為室女A星系核心的超大質量黑洞大約30億個太陽質量(3×109M☉)。
2009年，美國天文物理學家卡爾·蓋哈特（Karl Gebhardt）與德國研究夥伴延斯·托馬斯（Jens Thomas）在美國加州帕薩迪納的「美國天文學會」（American Astronomical Society）會議發表：位於室女A星系（Messier 87 Galaxy）中心的黑洞質量是64億個太陽質量（6.4×109M☉），兩學者之發現係借助德州大學（University of Texas）「德州先進運算中心」（Texas Advanced Computing Center）使用5,000個運算節點的7,500個CPU小時，大量模擬計算恆星軌道資料庫而得。
2011年，蓋哈特等天文學家使用夏威夷毛納基峰上的雙子星天文台觀測資料，計算得知室女A星系中心黑洞質量為66億太陽質量，這使M87中心黑洞成為當時所知的質量最大黑洞，也成為數十年內人類可望真正“看到”黑洞的頭號最佳人選。

### 黑洞陰影觀測
室女A星系的中心黑洞是已知質量最大黑洞之一，因其與地球距離為5千5百萬光年，相對較近，也是數十年內人類可望真正看到黑洞的優良觀測對象。迄今天文學家一直不斷努力於取得黑洞存在之直接證據，如果透過特長基線干涉法在次毫米波段相連遍佈世界三大洲許多天文望遠鏡成一巨大望遠鏡，黑洞的事件視界成像力將提升不少，藉環繞M87中心黑洞周圍的一圈明亮氣體盤為底色映襯，望遠鏡可望拍下黑洞之事件視界完全不發光的陰影（黑洞存在的直接證據）。由臺灣中央研究院天文及天文物理研究所主導的格陵蘭望遠鏡（Greenland Telescope）計畫，首要目標就是黑洞剪影觀測，可印證黑洞存在，並了解黑洞周圍的物理環境。由事件視界望遠鏡觀測，已經可以看到高解析度黑洞的成像。
2017年，人类首次成功拍摄M87黑洞照片。2018年4月14日至15日，天文学家又为M87黑洞拍摄了一张全景照片。2023年4月，经过五年的冲洗和分析，M87黑洞全景照片正式對外公佈。

## 周遭環境

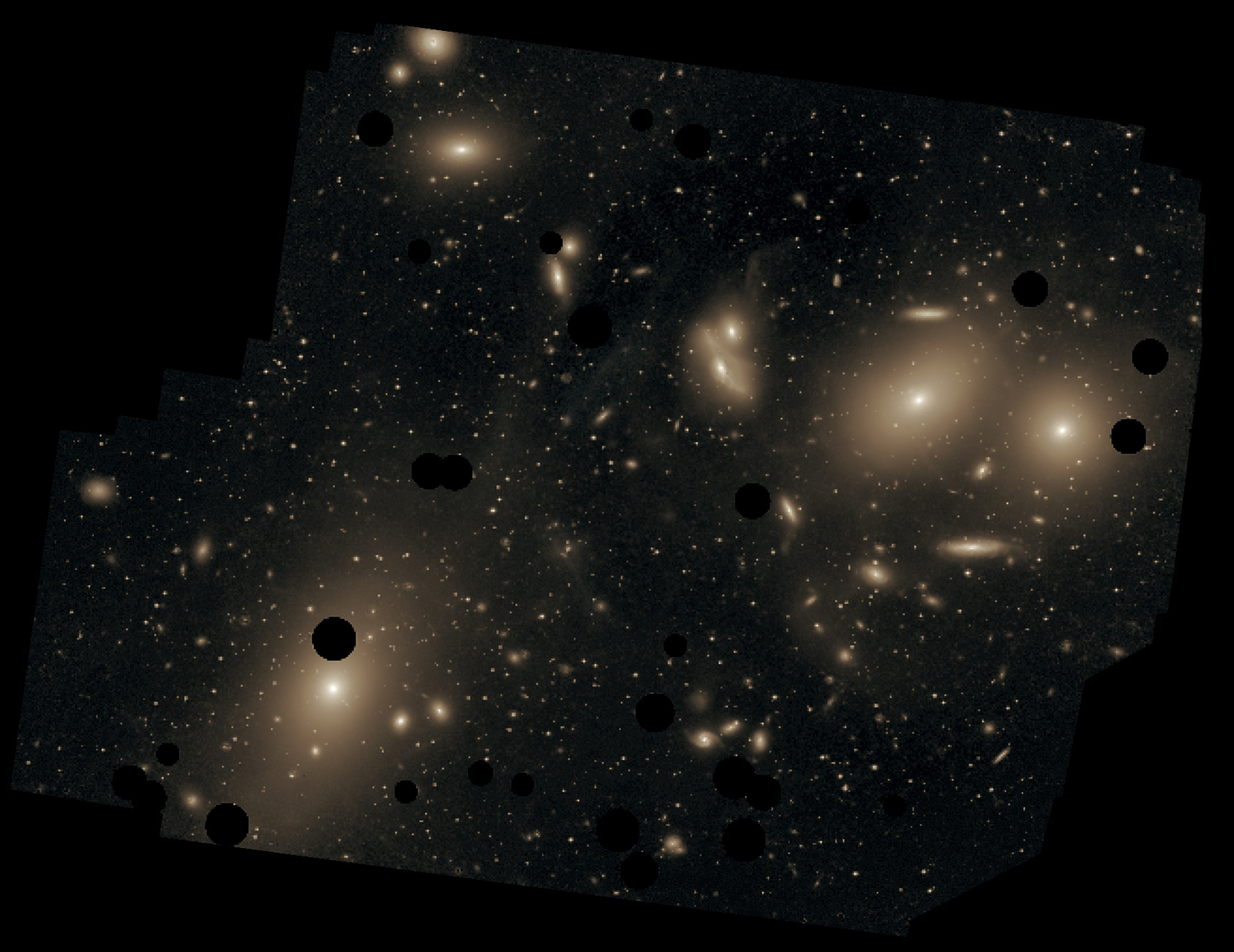
M87是室女座星系團成員之一，M87位在此星系團左下方。

M87這個巨大橢圓星系位於室女星系團中心附近。成員繁多的星系團共有2000個星系，並且是更大的室女座超星系團之核心部分，室女座超星系團也包括本星系群，因此銀河系也算是該超星系團的週邊成員之一。 室女星系團分為至少三個次集團，與之相關的三個星系個別是M87、M49 、M86，以M87為中心的次集團稱為室女A，以M49為中心的稱為室女B。鄰近於M87的星系以橢圓星系和S0型星系為主，有一串橢圓星系沿M87噴流排列。按質量，M87是這個星系團的主要成員，因此相對於星系團整體，M87似乎鮮少移動。
事實上，M87獲定義為星系團中心。室女星系團有一個稀疏的氣體包層輻射出X射線，溫度愈近星系團的中心越低，M87位置在星系團中心。
星系團總共質量估計約為(0.15 - -1.5)×1015倍太陽質量。

按照M87和M86之間的行星狀星雲運動測量顯示，這兩個星系正互相靠近，可能成為兩星系的首度碰觸。過去M87可能碰觸過M84，潮汐效應造成M87外圍暈截斷之現象就成為了支持此一說法的證據。然而，這個外暈截斷的情形還有另一可能原因，譬如按推測尤其有可能是暗物質造成一些看不見的質量從星系團其他部分朝向M87落入。第三種造成暈形成被中斷之可能原因是，位於M87星系核心的活動星系核早期回饋。

### X-射線發射圈和環
錢德拉X射線天文台的觀測顯示M87輻射出熱X-射線的氣體圈和環，這些圈和環是滲入星系團和環繞著M87的氣體因壓力波而引起的。壓力波則是由超大質量黑洞噴流拋出物質的速率變化造成的。圈的分佈建議大約每600萬年發生一次小的爆發，有一個環繞著黑洞，直徑85,000光年的激震波環是由一次主要的噴發所造成。其他被觀察到的明顯特徵還有長達10萬光年，散發出X-射線的狹窄細絲，和在7000萬年前爆發的熱氣體中的一個巨大空洞。規律的爆發阻礙了大量氣體的儲存和冷卻成為恆星，暗示著M87的演化受到的嚴重的影響，使它不能成為巨大的螺旋星系。
觀測也暗示著聲波的出現：較小的爆發發出比中央C低56個八度音的聲音，主要的爆發則產生比中央C低58-59個八度音的聲音。
M87也被發現是強烈的X-射線源，是鄰近宇宙最值得研究的電波星系。

### 伽瑪射線發射
M87也是一個非常良好的伽瑪射線γ射線源，伽瑪射線是電磁波頻譜中能量最高的，能量是可見光的百萬倍。從1990年的後期就觀測到γ射線，但到最近才使用HESS契倫可夫望遠鏡觀測。科學家測量到來自M87的γ射線有如潮汐般的變動，並且發現只要幾天就會變動一次。

## 流行文化
- 電影「星際大戰」系列有部分人物被設定出身自此星系。

## 外部連結
- Messier 87, SEDS Messier pages
- Simbad data on M87（页面存档备份，存于）
- ESA/Hubble News Release（页面存档备份，存于）
- ESA/Hubble images of M87（页面存档备份，存于）
- Amateur Images of M87 Jet
- Wikisky.org: SDSS image, M87（页面存档备份，存于）